# Kabupaten de Sukabumi
Le kabupaten de Sukabumi, en indonésien Kabupaten Sukabumi, est un kabupaten qui entoure la ville de Sukabumi dans la province indonésienne de Java occidental. Son chef-lieu est Pelabuhan Ratu.

## Géographie

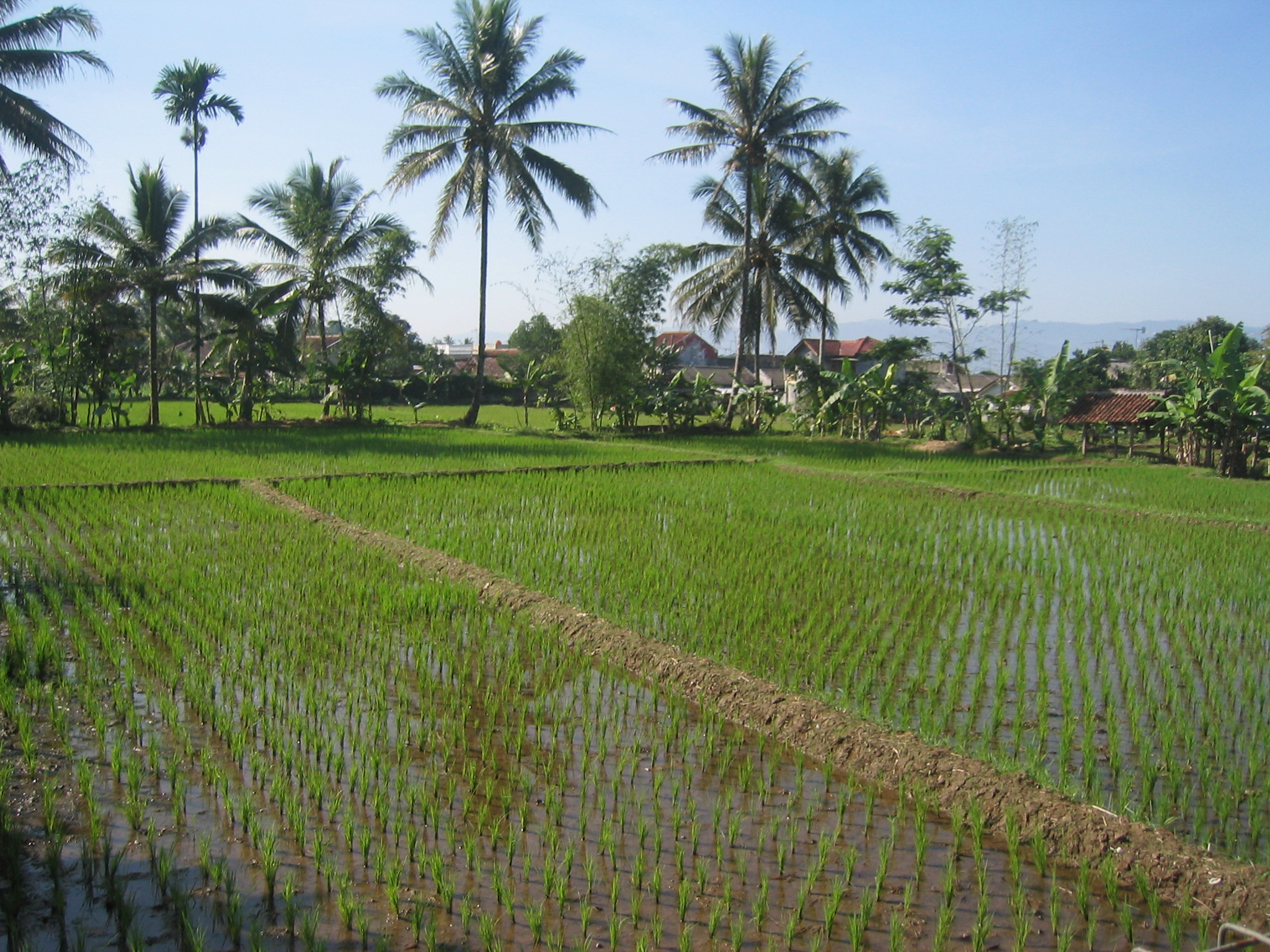
Rizières près de Sukabumi

Le kabupaten de Sukabumi est bordé :
- Au nord, par celui de Bogor,
- À l'est, par celui de Cianjur,
- Au sud, par l'océan Indien,
- À l'ouest, par l'océan Indien et la province de Banten.

## Histoire
Sukabumi est d'abord une kepatihan de la Regentschap de Cianjur. Ses patih proviennent de la famille des bupati de Cianjur. Sukabumi est élevée à la dignité de Regentschap en 1921. Ses bupati sont nommés parmi la maison princière de Sumedang.
La région connaît un essor remarquable en raison de sa position sur la voie ferrée Buitenzorg (aujourd'hui Bogor)-Bandung.

## Culture et tourisme

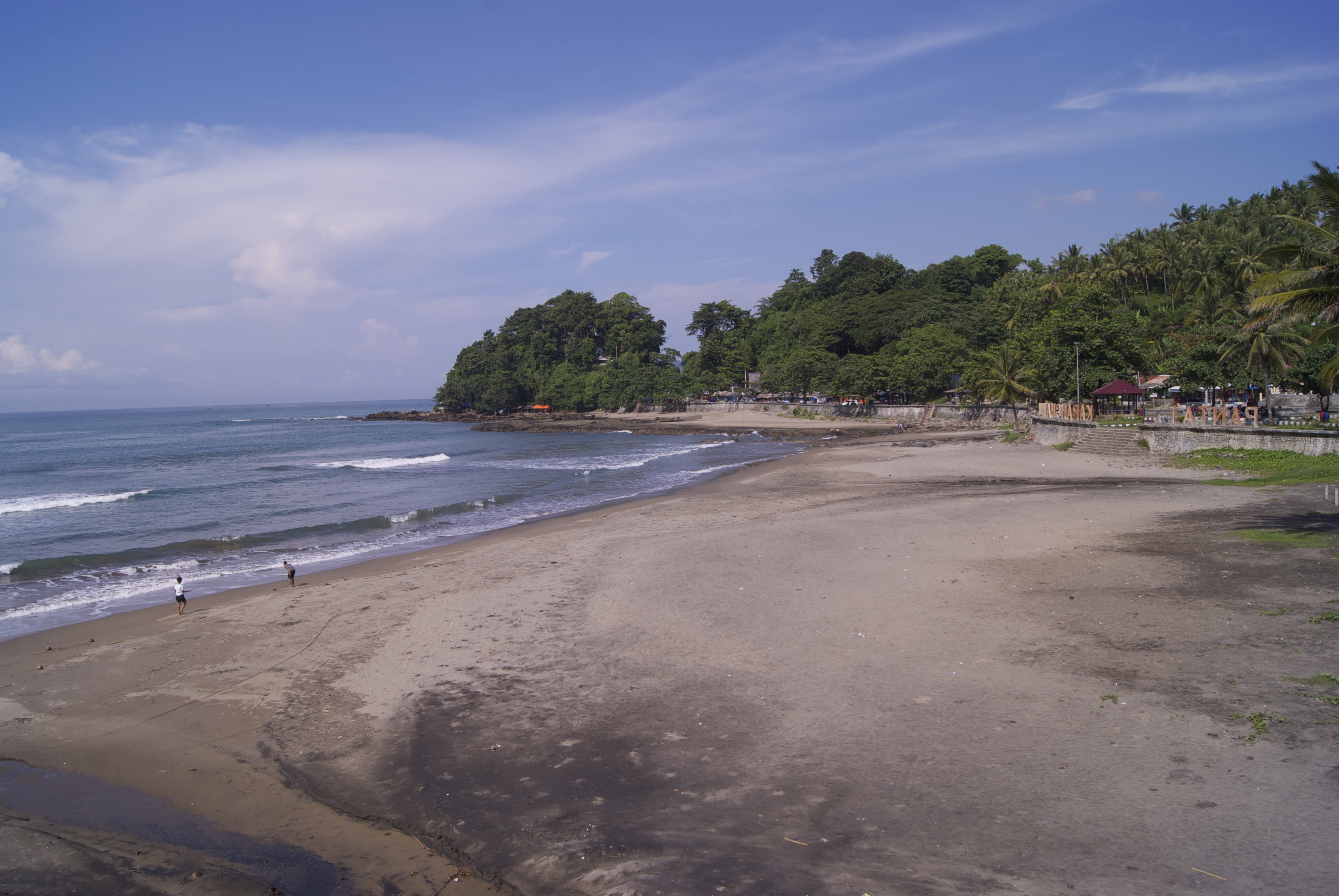
La plage de Karang Hawu